# Nikolaj Ivanovič Ježov
Nikolaj Ivanovič Ježov, rusko Никола́й Иванович Ежо́в, ruski boljševik, komunist, revolucionar in vodja obveščevalne službe, * 1. maj (po julijanskem koledarju 19. april) 1895, Sankt Peterburg, Ruski imperij (danes Rusija), † 4. februar 1940, Moskva, Sovjetska zveza (danes Rusija).
Ježov je najbolj znan po tem, da je bil med letoma 1936–1938 vodja sovjetske tajne policije. 26. septembra 1936 je na mestu vodje Ljudskega komisariata za notranje zadeve zamenjal Genriha Jagodo. Na tem mestu je ostal do 27. januarja 1937, ko je postal vodja Ljudskega komisariata za državno varnost (NKVD). S tega položaja je bil odstavljen 25. novembra 1938, njegovo mesto pa je prevzel Lavrentij Berija. Ježov je v obdobju od 6. aprila 1938 do 9. aprila 1939 vodil Ljudski komisariat za vodni transport. Aprila 1939 je bil ta komisariat ukinjen, Ježov pa aretiran. Bil je hud alkoholik, še posebno v zadnjem obdobju svojega življenja.
Ježov je bil fanatično vdan Stalinu. V času, ko je bil na čelu NKVD, je druga Stalinova velika čistka dosegla vrhunec. Ježov je pri tem pokazal takšno brezobzirnost, da je celo sam Stalin prišel do zaključka, da so te v tako velikem obsegu naredile več škode kot koristi. Zaradi tega je bil Ježov leta 1939 aretiran, naslednjega leta pa, prav tako kot njegov predhodnik Jagoda, obsojen za izdajo in ustreljen. Ustrelil ga je, tako kot še veliko drugih obsojenih vodilnih komunistov, npr. maršala Tuhačevskega in Genriha Jagodo, Stalinov osebni krvnik Vasilij Mihajlovič Blohin.
Ježov je zaradi velike krutosti in zelo majhne rasti, visok je bil le 151 cm, med NKVD-jevci dobil vzdevek "krvavi palček".